# 東関東自動車道
東関東自動車道（ひがしかんとうじどうしゃどう、英: HIGASHI-KANTO EXPWY）は、千葉県市川市を起点として茨城県水戸市および千葉県館山市を終点とする国土開発幹線自動車道であり、高速道路（高速自動車国道）である。
また、このうち東京都から茨城県水戸市に至る東関東自動車道水戸線の既開通区間（高谷JCT - 茨城町JCT間）では東日本高速道路による道路名としてもこの名称が使用されている。当該区間の略称は東関東道（ひがしかんとうどう）、東関道（とうかんどう）。高速道路ナンバリングによる路線番号は「E51」が割り振られている。

## 概要

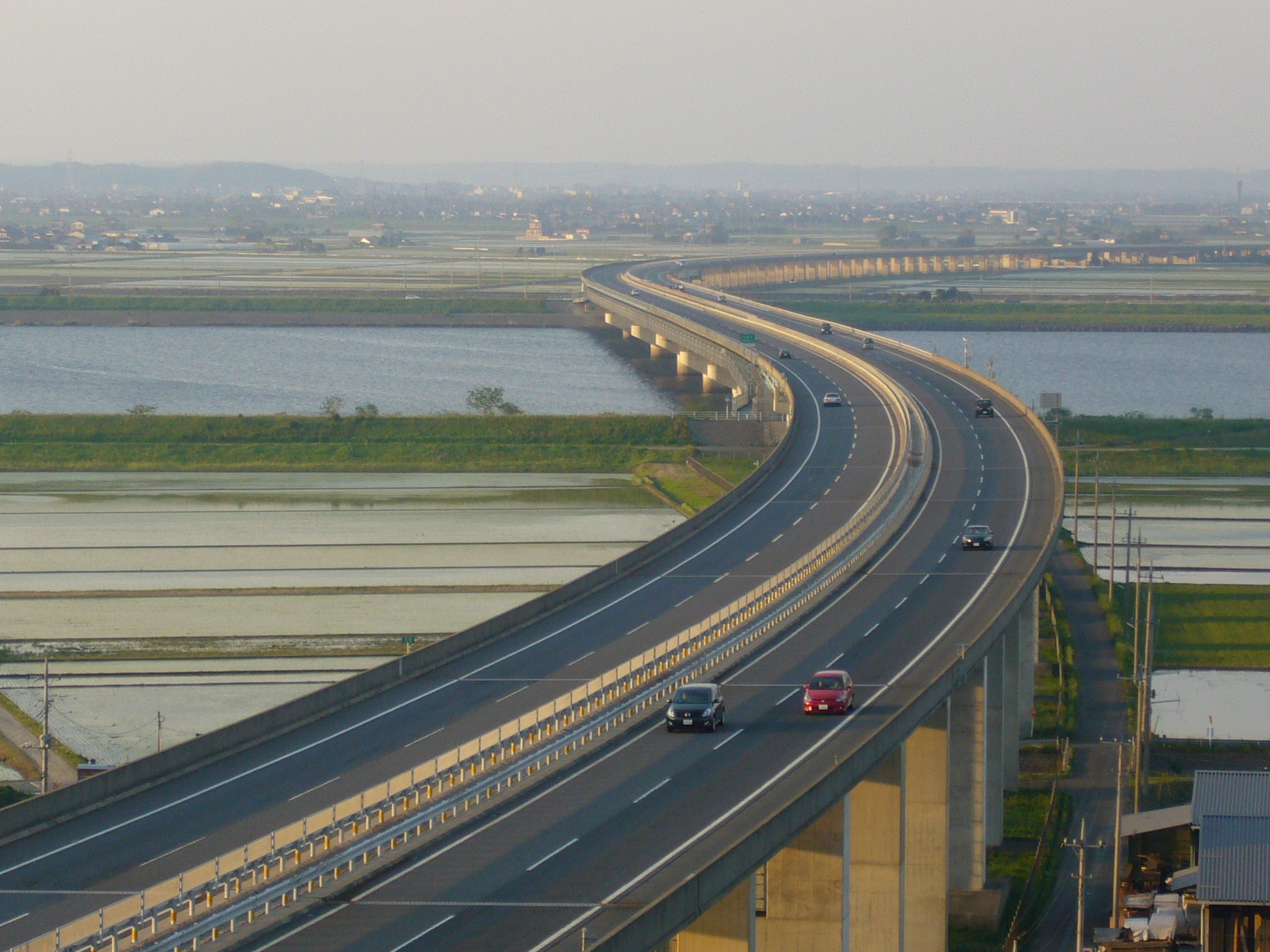
利根川橋付近
（佐原香取IC - 潮来IC間の佐原PAから）

関東地方を東進し、千葉県と茨城県を結ぶ高速道路である。東京都から千葉県北部を横断して茨城県水戸市に至る路線が東関東自動車道水戸線、千葉県内房に沿って館山市に至る路線が東関東自動車道館山線である。東日本高速道路による道路名としての東関東自動車道は、水戸線の高谷ジャンクション (JCT) - 茨城町JCT間（首都高速湾岸線から北関東自動車道まで）を指し、館山線は館山自動車道などの別路線名で区別される。水戸線の未開通部分である潮来インターチェンジ (IC) - 鉾田IC間が整備計画区間として現在整備事業が進められている。
当初は新空港自動車道として開通したが、新東京国際空港（現：成田国際空港）開港の翌年（1979年〈昭和54年〉）に「東関東自動車道」に名称変更された。なお新空港自動車道の名称は、成田JCTと成田空港付近の新空港IC間の道路名として現存する。
開通当初の名称である新空港自動車道からも分かる通り、道路の建設目的は、東京都区部から成田国際空港にアクセスするための高速道路である。また、全線開通時には、常磐自動車道のバイパス路線となることも期待されている。
宮野木JCTから京葉道路・館山自動車道（東関東自動車道館山線）、千葉東JCTから千葉東金道路がそれぞれ分岐しており、東金・館山方面の利用もある。
高谷JCT - 成田IC間は、大都市近郊区間に指定されている。
国道357号と並行する区間（高谷JCTから湾岸千葉IC - 宮野木JCT間以西の区間）は東京湾岸道路の専用部を構成する。
2010年（平成22年）4月9日に、国土交通省から潮来IC - 鉾田IC間が、国が運営する直轄施行方式の無料道路として整備されることが発表されていたが、2017年（平成29年）3月16日、国土交通省は国の社会資本整備審議会事業評価部会で、2017年（平成29年）度から国の直轄事業と併せて有料道路事業も導入し整備を進める方針が決まった。

### 路線名・道路名
国土開発幹線自動車道建設法においては以下の2路線とされている。
| 路線名 | 起点   | 主たる経過地 | 主たる経過地        | 終点   |
| ------ | ------ | ------------ | ------------------- | ------ |
| 館山線 | 東京都 | 習志野市     | 千葉市付近 木更津市 | 館山市 |
| 水戸線 | 東京都 | 習志野市     | 茨城県鹿島郡鹿島町  | 水戸市 |

高速自動車国道の路線を指定する政令においては以下の2路線とされている。
| 路線名     | 起点         | 重要な経過地 | 終点   |
| ---------- | ------------ | --- | ------ |
| 千葉富津線 | 千葉市       | 市原市 袖ケ浦市 木更津市 君津市 | 富津市 |
| 水戸線     | 東京都練馬区 | 和光市 戸田市 さいたま市 川口市 草加市 八潮市 三郷市 松戸市 市川市 船橋市 習志野市 千葉市 四街道市 佐倉市 富里市 成田市 香取市 潮来市 行方市 鉾田市 茨城県東茨城郡茨城町 | 水戸市 |

東日本高速道路株式会社による事業名・道路名は以下のようになっている。
| 路線名 | 道路名                      | 区間                                            | 備考                                           |
| ------ | --------------------------- | ----------------------------------------------- | ---------------------------------------------- |
| 館山線 | E14 京葉道路                | 宮野木JCT - 千葉南JCT                           | 高速自動車国道に並行する一般国道自動車専用道路 |
| 館山線 | E14 館山自動車道            | 千葉南JCT - 木更津南IC 木更津南JCT - 富津竹岡IC |                                                |
| 館山線 | CA 東京湾アクアライン連絡道 | 木更津JCT - 木更津西JCT                         |                                                |
| 館山線 | E14 富津館山道路            | 富津竹岡IC - 富浦IC                             | 高速自動車国道に並行する一般国道自動車専用道路 |
| 水戸線 | C3 東京外環自動車道         | 大泉JCT - 高谷JCT                               |                                                |
| 水戸線 | E51 東関東自動車道          | 高谷JCT - 茨城町JCT                             | 潮来IC - 鉾田ICは、事業中                      |

以下では、東日本高速道路の営業中、事業中の路線としての東関東自動車道について記述する。

## インターチェンジなど

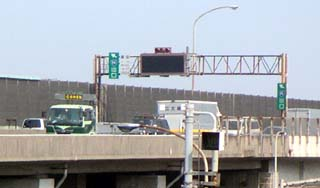
湾岸習志野IC付近

- IC番号欄の背景色が■である部分については道路が供用済みの区間を示している。また、施設名欄の背景色が■である部分は施設が供用されていない、または完成していないことを示す。未開通区間の名称は仮称（潮来行方IC・行方ICを除く）。
- 路線名の特記がないものは市町道。
- BSのうち、○/●は運用中、◆は休止中の施設。無印はBSなし。

| IC 番号        | 施設名          | 接続路線名                               | 起点 から (km) | BS | 備考                                                              | 所在地 | 所在地          | 所在地          |
| -------------- | --------------- | ---------------------------------------- | -------------- | -- | ----------------------------------------------------------------- | ------ | --------------- | --------------- |
| 首都高速湾岸線 |                 |                                          |                |    |                                                                   |        |                 |                 |
| 1              | 高谷JCT         | C3 東京外環自動車道                      | 0.0            |    | 東京外環道のJCT番号は「92」                                       | 千葉県 | 市川市          | 市川市          |
| 2              | 湾岸市川IC      | 国道357号                                | 1.0            |    | 成田方面出入口                                                    | 千葉県 | 市川市          | 市川市          |
| 2-1            | 谷津船橋IC      | 国道357号 県道15号千葉船橋海浜線         | 5.5            |    | 東京方面出入口                                                    | 千葉県 | 習志野市        | 習志野市        |
| 3              | 湾岸習志野IC    | 国道357号                                | 7.9            |    | 東京方面出入口                                                    | 千葉県 | 習志野市        | 習志野市        |
| -              | 習志野TB        | 本線料金所                               | 8.4            |    | 通称“習志野バリア”                                                | 千葉県 | 習志野市        | 習志野市        |
| -              | 湾岸幕張PA      | -                                        | 8.7            |    |                                                                   | 千葉県 | 千葉市          | 美浜区          |
| 4              | 湾岸千葉IC      | 国道357号                                | 11.6           |    | 成田方面出入口                                                    | 千葉県 | 千葉市          | 美浜区          |
| -              | 検見川・真砂SIC | 国道357号                                | 12.5           |    | 事業中 東京方面出入口                                             | 千葉県 | 千葉市          | 美浜区          |
| 5              | 宮野木JCT       | E14 京葉道路                             | 16.7           |    | 東京方面からは東金・館山方面のみ接続。 京葉道路のJCT番号は「7-1」 | 千葉県 | 千葉市          | 稲毛区          |
| 6              | 千葉北IC        | 国道16号                                 | 18.8           |    |                                                                   | 千葉県 | 千葉市          | 稲毛区          |
| 7              | 四街道IC        | 県道64号千葉臼井印西線                   | 24.6           |    |                                                                   | 千葉県 | 四街道市        | 四街道市        |
| 8              | 佐倉IC          | 国道51号方面                             | 30.0           |    |                                                                   | 千葉県 | 佐倉市          | 佐倉市          |
| -              | 酒々井PA        | -                                        | 35.1           |    | 唯一の給油所設置場所                                              | 千葉県 | 印旛郡 酒々井町 | 印旛郡 酒々井町 |
| 8-1            | 酒々井IC        | 県道77号富里酒々井線                     | 37.0           |    |                                                                   | 千葉県 | 印旛郡 酒々井町 | 印旛郡 酒々井町 |
| 9              | 富里IC          | 国道409号                                | 39.5           |    |                                                                   | 千葉県 | 富里市          | 富里市          |
| 9-1 10         | 成田JCT/IC      | E65 新空港自動車道                       | 44.9           |    | 成田国際空港接続口 北千葉道路との接続計画あり                     | 千葉県 | 成田市          | 成田市          |
| 10-1           | 大栄JCT         | C4 首都圏中央連絡自動車道                | 50.5           |    | 圏央道のJCT番号は「90」 東金・木更津方面は2026年度開通予定        | 千葉県 | 成田市          | 成田市          |
| -              | 大栄PA          | -                                        | 51.6           |    |                                                                   | 千葉県 | 成田市          | 成田市          |
| 11             | 大栄IC          | 国道51号                                 | 56.6           |    |                                                                   | 千葉県 | 成田市          | 成田市          |
| 12             | 佐原香取IC      | 県道55号佐原山田線 県道253号香取津之宮線 | 65.9           |    | 2025年7月17日0時より料金所がETC専用化                             | 千葉県 | 香取市          | 香取市          |
| -              | 佐原PA          | -                                        | 68.5           |    |                                                                   | 千葉県 | 香取市          | 香取市          |
| 13             | 潮来IC          | 県道50号水戸神栖線 県道101号潮来佐原線   | 74.5           |    | 鹿島港方面への支線（仮称：鹿行南部道路）構想あり（後述）          | 茨城県 | 潮来市          | 潮来市          |
| -              | 潮来行方IC      | 県道50号水戸神栖線                       | 85.6           |    | 2026年度開通予定                                                  | 茨城県 | 行方市          | 行方市          |
| -              | 行方PA          |                                          | 88.1           |    | 2026年度開通予定                                                  | 茨城県 | 行方市          | 行方市          |
| -              | 行方IC          | 国道354号                                | 97.5           |    | 2026年度開通予定                                                  | 茨城県 | 行方市          | 行方市          |
| 16             | 鉾田IC          | 県道110号鉾田茨城線                      | 105.4          |    | 茨城町JCTまで暫定2車線                                            | 茨城県 | 鉾田市          | 鉾田市          |
| 17             | 茨城空港北IC    | 県道18号茨城鹿島線                       | 114.2          |    |                                                                   | 茨城県 | 東茨城郡 茨城町 | 東茨城郡 茨城町 |
| 18             | 茨城町JCT       | E50 北関東自動車道                       | 123.0          |    | 北関東道のJCT番号は「15-1」                                       | 茨城県 | 東茨城郡 茨城町 | 東茨城郡 茨城町 |

## 歴史
東関東自動車道水戸線の潮来 - 水戸間は、1987年（昭和62年）に計画段階の予定路線に位置づけられ、1991年（平成3年）12月に開かれた国土開発幹線自動車道建設審議会（国幹審）で、水戸 - 鉾田間の18 kmが計画路線に指定された。さらに1996年（平成8年）12月に開かれた国幹審で、鉾田 - 茨城（北関東自動車道）間の17 kmが整備計画路線に、潮来 - 鉾田間がの28 kmが基本計画路線にそれぞれ昇格した。

### 年表
- 1966年（昭和41年）7月1日 : 国幹道の予定路線となる。
- 1967年（昭和42年）11月22日 : 千葉市 - 成田市間の基本計画が告示。
- 1968年（昭和43年）3月6日 : 千葉市 - 成田市間の整備計画が策定。
- 1971年（昭和46年）
  - 6月8日 : 市川市 - 千葉市間、成田市 - 潮来市間の基本計画が告示。
  - 10月27日 : 新空港自動車道として宮野木JCT - 富里IC間 開通。開通時は4車線。
- 1972年（昭和47年）
  - 6月20日 : 市川市 - 千葉市間、成田市 - 潮来市間の整備計画が決定。
  - 8月19日 : 新空港自動車道として富里IC - 成田IC間 開通。
- 1978年（昭和53年）5月21日 : 新空港自動車道の成田IC - 新空港IC間 開通。
- 1979年（昭和54年）4月1日 : 新空港自動車道の宮野木JCT - 成田IC間が「東関東自動車道」に名称変更。
- 1982年（昭和57年）4月27日 : 首都高速湾岸線浦安出入口 - 高谷JCT - 宮野木JCT間 開通。開通と前後して宮野木JCT - 成田IC間が6車線化。
- 1985年（昭和60年）2月27日 : 成田IC - 大栄IC間 開通。
- 1986年（昭和61年）3月28日 : 大栄IC - 佐原香取IC間 開通。
- 1987年（昭和62年）
  - 6月30日 : 第四次全国総合開発計画が閣議決定され「東関東自動車道木更津線延伸」、「東関東自動車道鹿島線延伸」が高規格幹線道路の構想となる。
  - 9月1日 : 国土開発幹線自動車道建設法の改正により館山線、水戸線として国幹道の予定路線となる。
  - 11月20日 : 佐原香取IC - 潮来IC間 開通。
- 1988年（昭和63年）1月 : 谷津船橋IC（仮称：湾岸船橋IC）が整備計画策定。
- 1991年（平成3年）12月20日 : 鉾田市 - 水戸市間の基本計画が告示。
- 1997年（平成9年）
  - 2月5日 : 潮来市 - 鉾田市間が基本計画決定。
  - 3月8日 : 鉾田市 - 茨城町間が整備計画決定。
- 1998年（平成10年）12月25日 : 鉾田市 - 茨城町間に施行命令。
- 2005年（平成17年）10月1日 : 日本道路公団の民営化により、東日本高速道路株式会社の管轄路線となる。
- 2009年（平成21年）4月27日 : 潮来市 - 鉾田市間の整備計画が策定。
- 2010年（平成22年）3月6日 : 茨城空港北IC - 茨城町JCT間 開通により、北関東自動車道と接続[16]。
- 2013年（平成25年）
  - 4月10日 : 酒々井IC 供用開始[17][18][19]。
  - 9月20日 : 谷津船橋IC 供用開始[20][21]。
- 2015年（平成27年）6月7日 : 大栄JCT開通により、圏央道と接続[7][8]。
- 2018年（平成30年）
  - 2月3日 : 鉾田IC - 茨城空港北IC間 開通[22]。
  - 6月2日 : 高谷JCTで東京外環自動車道と接続[23]。
- 2021年（令和3年）12月1日 : 四街道IC付近 - 成田JCT付近の上り線約20 km、下り線約18.5 kmの最高速度を110 km/hに引き上げ[注釈 2][24][25]。
- 2023年（令和5年）7月3日 : 四街道IC付近 - 成田JCT付近の上り線約20 km、下り線約18.5 kmの最高速度を120 km/hに引き上げ[注釈 2][26]。

### 開通予定年度
- 2026年度 : 潮来IC - 鉾田IC[12][注釈 1]

## 路線状況

### 車線・最高速度
| 区間                          | 車線 上下線=上り線+下り線 | 最高速度            | 最高速度              | 最高速度                                      | 備考 |
| 区間                          | 車線 上下線=上り線+下り線 | 大型特殊 三輪・牽引 | 大型貨物 特定中型貨物 | 左記を除く車両                                | 備考 |
| ----------------------------- | ------------------------- | ------------------- | --------------------- | --------------------------------------------- | ---- |

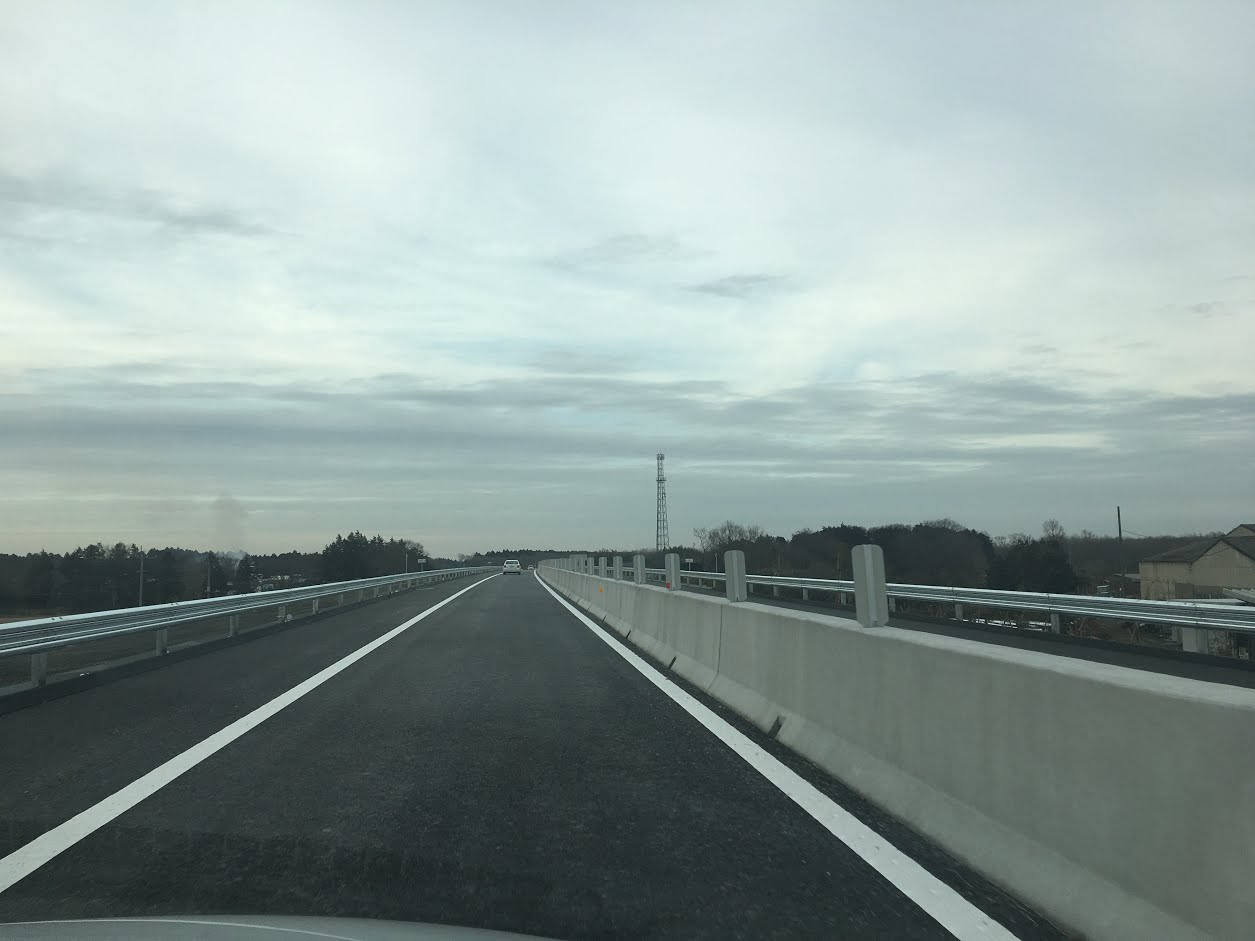
中央分離帯がコンクリートで整備された区間（鉾田IC - 茨城空港北IC間）

| 高谷JCT - 千葉北IC            | 6=3+3                     | 80 km/h （指定）    | 80 km/h （指定）      | 80 km/h （指定）                              |      |
| 千葉北IC - 四街道IC付近       | 6=3+3                     | 80 km/h （法定）    | 90 km/h （法定）      | 100 km/h （指定）                             | ＊   |
| 四街道IC付近 - 成田IC/JCT付近 | 6=3+3                     | 80 km/h （法定）    | 90 km/h （法定）      | 120 km/h （指定）                             |      |
| 成田IC/JCT付近 - 成田IC/JCT   | 6=3+3                     | 80 km/h （法定）    | 90 km/h （法定）      | 上り: 120 km/h（指定） 下り: 100 km/h（指定） | ＊   |
| 成田IC/JCT - 潮来IC           | 4=2+2                     | 80 km/h （法定）    | 90 km/h （法定）      | 100 km/h （法定）                             |      |
| （潮来IC - 鉾田IC間未開通）   |                           |                     |                       |                                               |      |
| 鉾田IC - 茨城空港北IC         | 2=1+1 （暫定2車線）       | 80 km/h （指定）    | 80 km/h （指定）      | 80 km/h （指定）                              | ※    |
| 茨城空港北IC - 茨城町JCT      | 2=1+1 （暫定2車線）       | 70 km/h （指定）    | 70 km/h （指定）      | 70 km/h （指定）                              |      |

- ※...中央分離帯付き
- ＊...100 km/h を越える最高速度指定の準備がなされているが、100 km/h 以下の指定最高速度で運用されている。

高谷JCT - 千葉北IC間は急カーブが連続しているため、最高速度が80 km/hに制限されている。また、湾岸千葉IC以西は海岸沿いを通過するため、横風の影響を受けやすい。道路照明灯は、6車線区間である高谷JCT - 成田IC間に設置されている。未開通区間の潮来IC以北は、暫定2車線で先行整備される。鉾田IC - 茨城空港北IC間は、暫定2車線ながら中央分離帯がコンクリートで整備されていて安全性が保たれていると評価され、最高速度が80 km/hに引き上げられている。
千葉北IC ｰ 佐原香取IC間は設計速度が120 km/hとなっている。2021年（令和3年）12月1日に四街道IC付近 - 成田JCT付近の最高速度が110 km/hに引き上げられた。さらに2023年（令和5年）7月3日には四街道IC付近 - 成田JCT付近の最高速度が120 km/hに引き上げられた。

### サービスエリア・パーキングエリア
東関東道にはパーキングエリア (PA) が4か所設置されており、サービスエリア (SA) は設置されていない。ただし、酒々井PAにガソリンスタンド（上下線とも24時間営業）があるほか、ファーストフードチェーン店（上り線 : モスバーガー、下り線 : 松屋）が設置されている。
佐原PAはトイレと自動販売機のみで、他のPAは何かしらの売店設備を持っている。24時間営業の店舗は、酒々井PA下り線の松屋、大栄PA上下線のセブン-イレブンのみとなっている。
また、東関東道は全線開通すると、佐原PAの次にある休憩施設までの距離が常磐自動車道の友部SAまで約63 kmあることから、途中の休憩施設の整備の必要性が指摘されており、事業連絡調整会議（第2回）では、麻生IC - 北浦IC間の行方市域が新たな休憩施設の設置候補箇所として挙げられた。
その後、事業連絡調整会議（第3回）では休憩施設の候補箇所を2箇所に絞り込まれ、事業連絡調整会議（第4回）では設置位置について、高速道路の休憩施設に加え地域振興施設の併設を見据えた総合的な観点から2箇所の候補箇所について比較を行い、行方市青沼地先（水戸鉾田佐原線の交差箇所）に設置する事が決定した。

### 主な橋
- 利根川橋（佐原PA - 潮来IC）
- 常陸利根川橋（佐原PA - 潮来IC）

### ハイウェイラジオ
- 習志野TB付近（湾岸市川IC - 湾岸習志野IC）[32]
- 千葉北IC付近（千葉北IC - 四街道IC）[32]
- 酒々井PA付近（佐倉IC - 富里IC）[32]

### 道路管理者
- NEXCO東日本 関東支社
  - 千葉管理事務所 : 高谷JCT - 潮来IC
  - 水戸管理事務所 : 鉾田IC - 茨城町JCT

### 交通量
24時間交通量（台）道路交通センサス
| 区間                      | 平成11（1999）年度 | 平成17（2005）年度 | 平成22（2010）年度 | 平成27（2015）年度 | 令和3(2021)年度 |
| ------------------------- | ------------------ | ------------------ | ------------------ | ------------------ | --------------- |
| 高谷JCT - 湾岸市川IC      | 098,056            | 083,832            | 083,726            | 091,792            | 088,009         |
| 湾岸市川IC - 谷津船橋IC   | 0112,078           | 099,614            | 101,808            | 111,414            | 107,558         |
| 谷津船橋IC - 湾岸習志野IC | 0112,078           | 099,614            | 101,808            | 111,414            | 088,840         |
| 湾岸習志野IC - 湾岸千葉IC | 081,449            | 078,239            | 074,967            | 075,598            | 066,914         |
| 湾岸千葉IC - 宮野木JCT    | 097,078            | 093,702            | 089,101            | 089,612            | 078,466         |
| 宮野木JCT - 千葉北IC      | 0100,774           | 0100,189           | 098,768            | 102,743            | 097,181         |
| 千葉北IC - 四街道IC       | 081,698            | 077,657            | 075,474            | 079,483            | 071,694         |
| 四街道IC - 佐倉IC         | 077,562            | 071,574            | 069,547            | 073,887            | 065,025         |
| 佐倉IC - 酒々井IC         | 61,440             | 059,412            | 057,223            | 063,964            | 056,387         |
| 酒々井IC - 冨里IC         | 61,440             | 059,412            | 057,223            | 058,542            | 049,103         |
| 富里IC - 成田JCT/IC       | 0 48,317           | 046,904            | 045,572            | 049,152            | 041,827         |
| 成田JCT/IC - 大栄JCT      | 0 22,292           | 021,031            | 023,593            | 030,143            | 029,088         |
| 大栄JCT - 大栄IC          | 0 22,292           | 021,031            | 023,593            | 023,829            | 022,367         |
| 大栄IC - 佐原香取IC       | 015,057            | 014,420            | 016,475            | 017,145            | 016,350         |
| 佐原香取IC - 潮来IC       | 0 9,309            | 009,347            | 011,618            | 012,468            | 012,034         |
| 潮来IC - 鉾田IC間         | 未開通             | 未開通             | 未開通             | 未開通             | 未開通          |
| 鉾田IC - 茨城空港北IC     | 調査当時未開通     | 調査当時未開通     | 調査当時未開通     | 調査当時未開通     | 002,617         |
| 茨城空港北IC - 茨城町JCT  | 調査当時未開通     | 調査当時未開通     | 001,818            | 003,287            | 003,731         |

（出典：「平成17年度 道路交通センサス 一般交通量調査結果（ 国土交通省関東地方整備局 ホームページ)・「平成22年度道路交通センサス」・「平成27年度全国道路・街路交通情勢調査」・「令和3年度　全国道路・街路交通情勢調査一般交通量調査｣（国土交通省ホームページ）より一部データを抜粋して作成）
2002年度 日平均交通量（区間平均）
- 湾岸市川IC - 潮来IC間 : 54,159台（前年度比99.4 %）
  - 最大 : 湾岸市川IC - 湾岸習志野IC間 : 106,716台（前年度比98.7 %）
  - 最小 : 佐原香取IC - 潮来IC間 : 10,579台（前年度比100.3 %）

料金収入
- 年間 : 512億7854万2000円（前年度比99.1 %）
- 日平均 : 1億4048万9000円

東関東道は、元々は成田国際空港へのアクセスを目的に建設されたため、成田ICを境に交通量が大きく異なる特徴がある。なお、千葉北IC以西では各区間10万台前後と全国的に見ても交通量が特に多いが、首都圏の他の放射方向への高速道路とは異なり、事故や通行止めがない限り土休日も含めて20 kmを超える渋滞は滅多に発生しない。

## 地理

### 通過する自治体
- 千葉県
  - 市川市 - 船橋市 - 習志野市 - 千葉市（美浜区 - 花見川区 - 稲毛区） - 四街道市 - 佐倉市 - 印旛郡酒々井町 - 富里市 - 成田市 - 香取市 -
- 茨城県
  - 潮来市、鉾田市 - 東茨城郡茨城町

元々、東関東道は法令上、「東関東自動車道鹿島線」として茨城県鹿島郡鹿島町（現・鹿嶋市）を終点とする計画であった。水戸市までの延伸が決まり「東関東自動車道水戸線」に改められた現在でも、国土開発幹線自動車道建設法の別表では「茨城県鹿島郡鹿島町」が「主たる経過地」とされている。東関東道は全線開通しても鹿嶋市内を通過しないが、これに近い広域道路として潮来ICから鹿島港（神栖市・鹿嶋市）周辺に至る「（仮称）鹿行南部道路」の整備が検討されている。

### 接続する高速道路
- 首都高速湾岸線（高谷JCTで直結）
- C3 東京外環自動車道（高谷JCTで接続）
- E14 京葉道路（宮野木JCTで接続）
- E65 新空港自動車道（成田JCTで接続）
- C4 首都圏中央連絡自動車道（大栄JCTで接続[7][8]）
- E50 北関東自動車道（茨城町JCTで接続）